# خورشیدگرفتگی ۲۵ ژانویه ۱۹۴۴
خورشیدگرفتگی ۲۵ ژانویه ۱۹۴۴ (به انگلیسی: Solar eclipse of January 25, 1944) یک خورشیدگرفتگی از نوع خورشیدگرفتگی کامل است. این خورشیدگرفتگی در تاریخ ۲۵ ژانویه ۱۹۴۴ میلادی (‎۴ بهمن ۱۳۲۲ خورشیدی) روی داد که زمان اوج آن، ساعت ۱۵:۲۶:۴۲ به‌وقت ساعت هماهنگ جهانی بوده‌است. مدت زمان و طول این خورشیدگرفتگی ۴ دقیقه و ۹ ثانیه بود.